# 尤里·吉德津科
尤里·帕夫洛维奇·吉德津科（俄語：Юрий Павлович Гидзенко，1962年3月26日—）是俄罗斯已退役宇航员。

## 早年
1962年3月26日出生于苏联乌克兰苏维埃社会主义共和国尼古拉耶夫州葉拉涅茨。1983年毕业于顿涅茨克州哈尔科夫（现乌克兰）高等军事飞行员学校，毕业后作为飞行员和高级飞行员在苏联空军某军区部队服役。
他有丰富的飞行经验，截至到1987年7月30日，他驾驶L-39和米格-21的飞行时数为213小时，米格-23M的飞行时数超过500小时。1994年获得莫斯科国立测量学和地图学大学的学位。

## 宇航员生涯
1987年3月26日入选宇航员分队。1987年12月到1989年6月，在加加林宇航员培训中心接受基础训练。1989年7月21日获得测试宇航员资格。

### EO-20
1995年9月3日至1996年2月29日，他在和平号空间站执行任务。1995年12月8日，他与谢尔盖·阿夫杰耶夫一起，进行了自己第一次太空行走。他们主要转移了对接口，为自然舱（Priroda）的到来做好准备，整个过程持续37分钟。
1996年2月8日14时3分，他和托马斯·赖特走出和平号空间站，开始舱外活动任务。他们主要回收了一套实验装置，然而由于出现了一些状况，任务在3小时6分钟后提前结束。

### 远征1
2000年10月31日7时52分，载有俄罗斯宇航员吉德津科、克里卡列夫和美国宇航员谢波德的联盟TM-31号载人飞船在哈萨克斯坦拜科努尔发射场升空。11月2日，飞船与国际空间站星辰号服务舱对接，揭开了国际合作开发宇宙空间的序幕。
他和远征1号任务人员乘坐发现号航天飞机返回地球，2001年3月21日7时31分降落在肯尼迪航天中心第15号跑道。

### 远征4
2002年4月25日6时27分，联盟-FG火箭从哈萨克斯坦的拜科努尔发射场发射升空。上面载有指令长吉德津科、意大利航天员罗伯特·维托里和世界第2位太空游客马克·沙特尔沃思。约10分钟后，他们所乘坐的联盟TM-34飞船与火箭分离，进入预定轨道。
2002年5月5日3时52分，他们乘坐的联盟TM-33飞船返回舱在哈萨克斯坦着陆。
统计
| # | 发射载具  | 发射时间（UTC）       | 任务代号         | 着陆载具  | 着陆时间（UTC）       | 时长总计      | 舱外活动次数 | 舱外活动时长 |
| - | --------- | --------------------- | ---------------- | --------- | --------------------- | ------------- | ------------ | ------------ |
| 1 | 联盟TM-22 | 1995年9月3日9时0分    | 联盟TM-22，EO-20 | 联盟TM-22 | 1996年2月29日10时42分 | 179日1时41分  | 2            | 3时35分      |
| 2 | 联盟TM-31 | 2000年10月31日7时52分 | 远征1            | STS-102   | 2001年3月21日7时31分  | 140日23时38分 | 0            | 0            |
| 3 | 联盟TM-34 | 2002年4月25日6时27分  | 远征4            | 联盟TM-33 | 2002年5月5日3时52分   | 9日21时25分   | 0            | 0            |
|   |           |                       |                  |           |                       | 329日22时44分 | 2            | 3时43分      |

## 退役
自2004年至2009年5月，加加林宇航员培训中心第3部门主任。2009年5月开始担任宇航员培训中心副主任。
2014年参加了第27届太空探索者协会年会。9月12日与阿努什·安萨里和帕维尔·维诺格拉多夫到访深圳市福田中学，参加了两小时的活动，与师生们分享了太空经验，并联手制作了火箭模型。

## 荣誉
- 俄罗斯联邦宇航员和俄罗斯联邦英雄（1996年）
- 四级“祖国功勋”勋章（2002年）
- 三级“祖国功勋”勋章（2004年）
- “军功”勋章（2000年）
- 太空探索优异奖章（2011年）[15]